# Chimarrhodella
Chimarrhodella is een geslacht van schietmotten van de familie Philopotamidae.

## Soorten
- C. aequatorium (L Navas, 1934)
- C. costaricensis RJ Blahnik & RW Holzenthal, 1992
- C. flinti RJ Blahnik & RW Holzenthal, 1992
- C. galeata (AV Martynov, 1912)
- C. nigra OS Flint, 1981
- C. ornata RJ Blahnik, 2004
- C. paria RJ Blahnik, 2004
- C. peruviana (HH Ross, 1956)
- C. pilcopata RJ Blahnik & RW Holzenthal, 1992
- C. tapanti RJ Blahnik & RW Holzenthal, 1992
- C. tobagoensis RJ Blahnik & RW Holzenthal, 1992
- C. ulmeri (HH Ross, 1956)